# برايان فيليبس (سباح)
برايان فيليبس (بالإنجليزية: Brian Phillips) (و. 1954  م) هو سباح كندي، ولد في وينيبيغ، شارك في الألعاب الأولمبية الصيفية 1972.

## روابط خارجية
- برايان فيليبس على موقع الاتحاد الدولي للسباحة (الإنجليزية)
- برايان فيليبس على موقع SwimRankings.net (الإنجليزية)
- برايان فيليبس على موقع اللجنة الأولمبية الدولية (الإنجليزية)
- برايان فيليبس على موقع أوليمبيديا (الإنجليزية)
- برايان فيليبس على موقع اللجنة الأولمبية الكندية (الإنجليزية)
- برايان فيليبس على موقع اتحاد ألعاب الكومنولث (مؤرشف) (الإنجليزية)